# Хайнрих Бернхард фон Андлав-Бирзек
Хайнрих Бернхард Карл фон Андлав-Бирзек / Хайнрих Бернхард Карл фон Андлау (на немски: Heinrich Bernhard Karl von Andlau-Birseck / Heinrich Bernhard Karl Freiherr von Andlau; * 20 август 1802 във Фрайбург в Брайзгау; † 3 март 1871 в Хугщетен, сега Марх в Брайзгау в Баден-Вюртемберг) е имперски фрайхер от род Андлау-Бирзек и баденски политик и католически църковен политик, писател.
Той е син на фрайхер Конрад Карл Фридрих фон Андлау-Бирзек (1766 – 1839), държавен министър на Баден, и съпругата му фрайин Мария София Хелена Валпурга фон Шакмин от Лотарингия (1779 – 1830), дъщеря на фрайхер Франц Стефан Николаус фон Шакмин и графиня Мария Катарина фон Уиберакер цу Зигхартщайн. По-големият му брат Франц Ксавер (1799 – 1876) е баденски дипломат.
Хайнрих Бернхард фон Андлав-Бирзек следва в университетите в Ландсхут, Фрайбург и Хайделберг и 1821 – 1825 г. е драгонски офицер на баденска военна служба. След това той се образова във Франция и Италия.
През 1835 г. той е избран в „1. камера на племенното събрание“ в Баден. Той има консервативни католически възгледи. Той предлага забраната на хазартните игри и недопускането на дуелите. През 1848 г. той е член на „Форпарламента“. От 1848 г. той е активист в католическите събирания. Той се стреми да се създаде „свободен католически университет“. През 1850, 1861 и 1865 г. Андлав-Бирзек е президент на „немското католическо събрание“. През 1865 г. той е съ-основател на „Католическата народна партия в Баден“. През 1866 г. той напуска „племенната камера“.
Хайнрих Бернхард фон Андлав-Бирзек умира на 68 години на 3 март 1871 г. в неговото имение в Хугщетен при Фрайбург.

## Фамилия
Хайнрих Бернхард фон Андлав-Бирзек се жени на 22 септември 1828 г. в Хугщетен за фрайин Антония Гюнтер фон Щернег (* 3 февруари 1807, Коморн; † 12 април 1883, Хугщетен), дъщеря на фрайхер Алойз Гюнтер фон Щернег († 1864) и фрайин Франциска фон Геминген-Хорнберг (1773 – 1814). Те имат дъщеря:
- Мария Хенриета Зигизмунда фон Андлау (* 21 октомври 1830, Хугщетен; † 20 ноември 1917, Ст. Трудперт), наследничка на Хугщетен, омъжена на 2 май 1853 г. в Хугщетен за офицера фрайхер Херман фон и цу Менцинген (* 1817; † 24 март 1890, Карлсруе), който става католик

## Произведения
- Der Aufruhr und Umsturz in Baden, als eine natürliche Folge der Landesgesetzgebung (Freiburg 1850)
- Priestertum und christliches Leben (Freiburg. 1865)
- Gedanken meiner Müsse über den Einfluss der Kirche auf Familie, Gemeinde und Staat (Майнц, 1859 – 61)